# Victoria Borrego
Victoria Borrego (25 de Mayo, Argentina; 4 de diciembre de 1968) es una abogada y política argentina de la Coalición Cívica ARI. Es Diputada de la Nación Argentina por Buenos Aires desde 2021.

## Biografía
Borrego se recibió de abogada en la Universidad de Buenos Aires en 1993. Tras ser concejal del Partido de Veinticinco de Mayo entre 2007 y 2009, y fue designada intendenta en 2009 en reemplazo de Mariano Grau. En 2011, se postuló para mantener el cargo y fue electa con 43.95% de los votos.
Fue electa Diputada de la Nación Argentina por Buenos Aires en las elecciones de 2021 por la lista Juntos por el Cambio.